# Liste der Ehrenbürger von Aachen
Die Stadt Aachen hat seit 1880 20 Personen das Ehrenbürgerrecht verliehen und dieses zwei Personen wieder aberkannt.

## Die Ehrenbürger der Stadt Aachen

### Chronologische Liste
Hinweis: Die Auflistung erfolgt nach Datum der Zuerkennung.
| Name | Bild                                |
| --- | ----------------------------------- |
| Heinrich von Dechen (* 25. März 1800 in Berlin; † 15. Februar 1889 in Bonn) - Oberberghauptmann - Verleihung 1880 - Die Verleihung erfolgte für seine Verdienste beim Bau neuer Wasserleitungen und um die Erhaltung der alten Thermalquellen der Stadt. | Heinrich von Dechen                 |
| Barthold Suermondt (* 18. Mai 1818 in Utrecht/Niederlande; † 1. März 1887 in Aachen) - Bergwerkbesitzer und Kunstsammler - Verleihung im Oktober 1882 - Suermondt stiftete der Stadt seine umfangreiche Kunstsammlung. | Barthold Suermondt                  |
| Alfred von Reumont (* 15. August 1808 in Aachen; † 27. April 1887 in Aachen) - Historiker, Wirklicher Geheimrat - Verleihung im Mai 1883 - Mit der Auszeichnung wurde der 50. Jahrestag seiner Promotion gefeiert. | Alfred von Reumont                  |
| Helmuth Graf von Moltke (* 26. Oktober 1800 in Parchim; † 24. April 1891 in Berlin) - Generalfeldmarschall - Verleihung im Oktober 1890 - Der preußische Heerführer wurde anlässlich seines 82. Geburtstages für seinen Beitrag zu den preußisch-deutschen Siegen im Deutsch-Dänischen Krieg, im Preußisch-Österreichischen Krieg und im Deutsch-Französischen Krieg geehrt.                             | Helmuth Graf von Moltke             |
| Adam Bock (* 21. November 1832 in Aachen; † 1. November 1912 in Aachen) - Päpstlicher Geheimkämmerer - Verleihung im November 1910 - Bock wurde anlässlich seines 78. Geburtstages ausgezeichnet. | Adam Bock                           |
| Hugo Junkers (* 3. Februar 1859 in Rheydt; † 3. Februar 1935 in Gauting) - Ingenieur, Unternehmer - Verleihung im Mai 1928 - Junkers war 15 Jahre lang Professor an der Technischen Hochschule in Aachen. Er wurde für den Bau des Flugzeuges geehrt, mit dem der erste Nonstop-Flug über den Atlantik von Ost nach West gelang.                                                                         | Hugo Junkers                        |
| Paul von Hindenburg (* 2. Oktober 1847 in Posen; † 2. August 1934 auf Gut Neudeck) - Reichspräsident - Verleihung im Oktober 1930 - Der deutsche Reichspräsident wurde im Rahmen der Feiern des Jahrestages der Befreiung der Stadt von belgischer Besetzung zum Ehrenbürger ernannt. | Paul von Hindenburg                 |
| Albert Servais (* 26. Februar 1887 in Aachen; † 27. Oktober 1974 in Aachen) - Oberstadtdirektor a. D. - Verleihung am 26. Februar 1967 - Servais erhielt die Ehrenbürgerschaft anlässlich seines 80. Geburtstages in Anerkennung seiner ebenso vielfachen wie großen Verdienste um die Stadt Aachen. | Albert Servais                      |
| Willem Baron Michiels van Kessenich (* 16. Oktober 1902 in Langebrück; † 9. Januar 1992 in De Bilt/Niederlande) - ehem. Bürgermeister von Maastricht - Verleihung am 6. Januar 1968 - Michiels van Kessenich wurde für seine hohen Verdienste um eine frühzeitige Öffnung der Grenzen zwischen den Niederlanden und Deutschland nach dem Zweiten Weltkrieg geehrt.                                       | Willem Baron Michiels van Kessenich |
| Kurt Pfeiffer (* 3. Juni 1893 in Aachen; † 30. Januar 1987 in Aachen) - Kaufmann - Verleihung am 8. Juni 1968 - Pfeiffer war 1949 Initiator des Internationalen Karlspreises der Stadt Aachen. |                                     |
| Hermann Heusch (* 23. Juni 1906 in Aachen; † 15. Januar 1981 in Aachen) - Ratsmitglied und Oberbürgermeister - Verleihung am 16. August 1973 - Heusch war von 1952 bis 1973 Oberbürgermeister der Stadt. Bei seinem Ausscheiden aus dem Amt wurde er zum Ehrenbürger ernannt. | Büste Hermann Heusch                |
| Konsul Hugo Cadenbach (* 2. Oktober 1916 in Aachen; † 29. September 2000 in Aachen) - Honorarkonsul der Niederlande und der Republik Ungarn - Verleihung am 6. Oktober 1991 - Cadenbach prägte in verschiedenen gesellschaftlichen Funktionen mit seinem herausragenden Engagement die sozialen, kulturellen und sportlichen Bereiche der Stadt.                                                         |                                     |
| Irene Ludwig (* 17. Juni 1927 in Aachen; † 28. November 2010) - Kunstmäzene - Verleihung am 16. April 1994 - Dem Ehepaar Ludwig wurde die Ehrenbürgerschaft in Würdigung und dankbarer Anerkennung ihrer herausragenden Verdienste um die Förderung von Kunst und Künstlern, Museen und kulturellen Institutionen zuerkannt.                                                                             |                                     |
| Peter Ludwig (* 9. Juli 1925 in Koblenz; † 22. Juli 1996 in Aachen) - Kunstmäzene - Verleihung am 16. April 1994 - Dem Ehepaar Ludwig wurde die Ehrenbürgerschaft in Würdigung und dankbarer Anerkennung ihrer herausragenden Verdienste um die Förderung von Kunst und Künstlern, Museen und kulturellen Institutionen zuerkannt.                                                                       | Büste Peter Ludwig                  |
| Jost Pfeiffer (* 29. Dezember 1920 in Aachen; † 14. Januar 2010 in Aachen) - Ratsmitglied - Verleihung am 20. Januar 2001 - Mit der Ehrenbürgerschaft wurde Pfeiffers jahrzehntelanges Engagement für den Wiederaufbau der Stadt und deren Entwicklung gewürdigt. | Jost Pfeiffer (2002)                |
| Hans Müllejans (* 12. März 1929 in Gressenich-Vicht; † 5. August 2009 in Stolberg-Venwegen) - Dompropst - Verleihung am 3. Juli 2002 - In Würdigung und dankbarer Anerkennung seines jahrzehntelangen Wirkens als Initiator der Maßnahmen für den Erhalt des Aachener Domes und Bewahrer des traditionellen Konkustodienrechts der Stadt über die Aachener Heiligtümer.                                  |                                     |
| Kurt Malangré (* 18. September 1934 in Aachen; † 4. Oktober 2018 in Aachen) - Ratsmitglied und Oberbürgermeister - Verleihung am 18. September 2004 - Malangré war von 1973 bis 1989 Oberbürgermeister der Stadt Aachen. Die Ehrenbürgerschaft wurde ihm anlässlich seines 70. Geburtstages zuerkannt als Dank für das über Jahrzehnte hinweg geleistete Engagement für die Stadt und ihre Bürgerschaft. | Kurt Malangré                       |
| Jürgen Linden (* 13. Januar 1947 in Aachen) - Ratsmitglied und Oberbürgermeister der Stadt von 1989 bis 2009 - Verleihung mit Eintrag in das Goldene Buch der Stadt am 12. Dezember 2009 - Der Rat der Stadt Aachen hat die Verleihung der Ehrenbürgerwürde an Jürgen Linden am 28. Oktober 2009 in Würdigung seiner herausragenden Verdienste um Aachen und seine Bürgerschaft beschlossen.             | Jürgen Linden                       |

### Außerdem 1933 ernannt
| Name |
| --- |
| Adolf Hitler - Verleihung am 29. März 1933 - Einziger Tagesordnungspunkt der ersten Sitzung des Stadtrates nach der Einführung des Ermächtigungsgesetzes war auf Antrag der NSDAP die Verleihung der Ehrenbürgerschaft an Hitler. Angesichts aufmarschierter SA-Männer wagten die eingeschüchterten Ratsmitglieder der anderen Fraktionen nicht, den Antrag abzulehnen. |
| Hermann Göring - Verleihung am 26. Juli 1933 - Der bereits vorbereitete Besuch Görings des Aachener Reitturniers am 27. Juli 1933 wurde kurzfristig ausgenutzt, ihm die Ehrenbürgerwürde zu verleihen. |

Nach einer Feststellung des Rates im Jahr 1983 ist die Ehrenbürgerschaft dieser Personen mit Ende der NS-Gewaltherrschaft erloschen.